# Hiroki Kawano
Hiroki Kawano (河野 広貴, Kawano Hiroki) est un footballeur japonais né le 30 mars 1990. Il évolue au poste de milieu offensif gauche.

## Biographie
Avec l'équipe du Japon des moins de 17 ans, il participe à la Coupe du monde des moins de 17 ans 2007 organisée en Corée du Sud. Lors de cette compétition, il joue trois matchs : contre Haïti, le Nigeria, et enfin la France. Il inscrit un but contre Haïti.
Avec le club du FC Tokyo, Hiroki Kawano participe à la Ligue des champions d'Asie en 2012 puis en 2016. 
Le 9 février 2016, il inscrit un doublé dans cette compétition, lors d'une rencontre face à l'équipe thaïlandaise de Chonburi (victoire 9-0). Le FC Tokyo se verra éliminé au stade des huitièmes de finale par l'équipe chinoise du Shanghai SIPG.	
La même année, Hiroki Kawano atteint les demi-finales de la Coupe de la Ligue avec le FC Tokyo.

## Palmarès
- Vainqueur du championnat d'Asie des moins de 16 ans en 2016 avec l'équipe du Japon
- Finaliste de la Supercoupe du Japon en 2012 avec le FC Tokyo